# 卡特 (亞利桑那州)
卡特（英語：Cutter）是位於美國亞利桑那州希拉縣的一個人口普查指定地區。根據2010年美國人口普查，該地共人口500人，而該地該地的面積約為2.14平方千米，最高點為海拔高度964米（即3163英尺）。